# City Hall (Singapore)
City Hall is een metrostation van de metro van Singapore aan de North South Line en de East West Line. Het station ligt in het centrale zakendistrict van Singapore.